# Hartlip
Hartlip är en ort och civil parish i grevskapet Kent i sydöstra England. Orten ligger i distriktet Swale, mellan städerna Sittingbourne och Rainham. Tätorten (built-up area) hade 363 invånare vid folkräkningen år 2021.